# 让娜·德瓦卢瓦-圣雷米
让娜·德瓦卢瓦-圣雷米（法語：Jeanne de Valois-Saint-Rémy，1756年7月22日—1791年8月23日），是法兰西王国时期的冒险家、诈欺师。她嫁给了尼古拉·德拉·莫特，后者自称是一位贵族。让娜是瓦卢瓦王室的没落后裔，据称她这一支系来自亨利二世的私生子。她因在“钻石项链事件”中扮演重要角色而闻名于世，该事件也是引发法国大革命以及摧毁法国君主制威信的导火索之一。让娜后来以欺诈王室的罪名被捕并判处终身监禁，不过她于次年即越狱逃至英国。1791年8月23日，让娜在伦敦逝世，享年35岁。

## 文献来源
- Dumas, Alexandre. . 1848.
- Haslip, Joan. . New York: Weidenfeld and Nicolson. 1987. ISBN 9780297795674.
- Castelot, André. . New York: Harper and Row Publishers. 1957. OCLC 401503.
- Cronin, Vincent. . New York: William Morrow and Company. 1974. ISBN 9780688003319.